# اسکی‌حصار (صندوق‌لی)
اسکی‌حصار (به ترکی استانبولی: Ekinhisar) یک منطقهٔ مسکونی در ترکیه است که در صندوق‌لی واقع شده‌است.